# 15 июля
15 июля — 196-й день года (197-й в високосные годы) по григорианскому календарю.
До конца года остаётся 169 дней.
До 15 октября 1582 года — 15 июля по юлианскому календарю, с 15 октября 1582 года — 15 июля по григорианскому календарю.
В XX и XXI веках соответствует 2 июля по юлианскому календарю.

## Праздники и памятные дни
См. также: Категория:Праздники 15 июля

### Общественные
- ООН — Всемирный день навыков молодёжи[2]

### Национальные
- Бруней — День Рождения султана Болкиаха
- Великобритания — День святого Свитуна
- Литва — День битвы при Жальгирисе (Грюнвальдская битва, 1410)
- Россия — Всероссийский день гинеколога
- Турция — День демократии и национального единства
- Украина — День украинской государственности

### Религиозные
Православие
- Положение Честно́й ризы Пресвятой Богородицы во Влахе́рне (V)
- память святителя Иувеналия (Ювеналия), патриарха Иерусалимского (ок. 458)
- память святителя Московского Фотия, всея России чудотворца (1431)
- празднование в честь икон Божией Матери:
  - Пожайской (XVII)
  - Ахтырской (1739)
  - Феодотьевской (1487)
  - «Древо Иессеево»

### Именины
- Католические: Владимир, Генрих.
- Православные: Арсений, Фотий, Ювеналий.

## События
См. также: Категория:События 15 июля

### До XVIII века
- 70 — Тит и его армия прорывают стены Иерусалима.
- 756 — Восстание Ань Лушаня: после отступления взбунтовались императорские войска, погибли канцлер Ян Гочжуна[англ.], его сын и наложница императора Ян-гуйфэй[5][6].
- 1099 — взятие Иерусалима крестоносцами.
- 1205 — папа Иннокентий III заявил, что евреи обречены на вечное рабство и покорение из-за распятия Иисуса Христа.
- 1228 — спустя два года после смерти основатель ордена францисканцев Франциск Ассизский причислен к лику святых папой римским Григорием IX.
- 1240 — Александр Невский со своим войском атаковал военный лагерь шведов на Неве и нанёс им полное поражение (Невская битва).
- 1381 — в Сент-Олбансе повешен английский народный проповедник, идеолог ереси лоллардов Джон Болл.
- 1410 — поражение войск Тевтонского ордена в Грюнвальдском сражении от литовских, западнорусских и польских войск, остановившее экспансию ордена на земли Великого княжества Литовского и королевства Польского.
- 1525 — курфюрст Бранденбургский Иоахим I Нестор со всем двором в панике покинул Берлин из-за ложных слухов о надвигающемся Великом Потопе.
- 1687 — Исаак Ньютон опубликовал в Лондоне «Philosophiae naturalis principia mathematica» с изложением открытий автора в области прикладной математики, астрономии и физики, в том числе и теорию всемирного тяготения (5 июля по ст.ст.[7]).

### XVIII век
- 1772 — в Санкт-Петербурге прошли первые скачки под Красным Селом.
- 1783 — во Франции, на реке Соне, близ Лиона, инженером-самоучкой Клодом де Жоффруа д’Аббаном испытан один из первых пароходов[8].
- 1784 — первый дирижабль с баллонетом (небольшой внутренний газонепроницаемый отсек, находящийся между газовой и внешней оболочкой, в который можно накачивать воздух или выпускать его с целью управления высотой подъёма) совершил свой первый полёт, оказавшийся не очень успешным: экипажу пришлось прорезать оболочку, чтобы уменьшить ставшее опасно высоким давление газа.
- 1795 — «Марсельеза» официально стала гимном Франции.

### XIX век
- 1801 — подписан конкордат 1801 года между Французской республикой Наполеона и Папой Пием VII.
- 1812 — в Петропавловской крепости дан артиллерийский салют в честь победы над Наполеоном.
- 1814 — Первая публикация в печати (стихотворение «К другу стихотворцу») юного Александра Пушкина (3 июля по ст.ст.)
- 1815 — Наполеон сдался в плен капитану английского корабля «Беллерофонт».
- 1822 — открылась Нижегородская ярмарка.
- 1823 — в Риме дотла сгорела древняя базилика Святого Павла.
- 1826 — преобразование «Особой канцелярии» при Министерстве внутренних дел в III отделение собственной Его Императорского Величества канцелярии.
- 1841 — в Лондоне Османская империя подписала новую конвенцию по проливам с Великобританией, Францией, Россией, Пруссией и Австрией, запрещавшую проход через Босфор и Дарданеллы военных судов всех европейских держав без согласия Турции.
- 1852 — Лев Толстой с Кавказа отправил в журнал «Современник» Н. А. Некрасову своё первое произведение — повесть «Детство».
- 1865 — газета «Северная почта» оповестила горожан об отмене запрета на курение на улицах Санкт-Петербурга.
- 1867 — на сессии французской академии продемонстрированы письма Паскаля юному Ньютону с изложением закона всемирного тяготения (позже выяснилось, что письма были фальшивыми).
- 1869 — в Париже Ипполит Меже-Мурье (Hippolyte Mège-Mouriés) запатентовал маргарин для нужд военно-морского флота.
- 1870 — в Канаду включены провинция Манитоба и Северо-Западные территории.
- 1876 — на конференции в Филадельфии принято решение о роспуске I Интернационала.

### XX век
- 1909 — в Англии учреждена Имперская лига по крикету, в которую вошли Англия, Австралия и Южная Африка.
- 1912 — в Англии вступил в силу Закон о национальном медицинском страховании.
- 1916 — американский инженер Уильям Боинг основал компанию «Пасифик аэро продактс», сменившую через несколько месяцев название на «Боинг эрплейн».
- 1917 — кадеты вышли из Временного правительства России из-за намерения левых министров признать автономию Украины.
- 1920 — на базе Киевского университета Св. Владимира и Высших женских курсов создан Киевский высший институт народного образования.
- 1923
  - Открылась первая в СССР регулярная воздушная линия по маршруту Москва — Нижний Новгород.
  - Итальянский парламент принял новую конституцию.
- 1929
  - Образование Ненецкого национального округа (с 1977 года автономного).
  - Принимается постановление ЦК ВКП(б) «О состоянии обороны СССР».
- 1930 — в СССР вводится карточная система на мясо.
- 1932 — западные страны пообещали Австрии финансовую помощь при условии, что австрийцы будут воздерживаться от аншлюса с Германией до 1952 года.
- 1933
  - Италия, Германия, Англия и Франция заключили Пакт четырёх о согласованных действиях по общим международным вопросам.
  - Пущен в строй Свердловский машиностроительный завод (Уралмаш).
- 1934 — в Германии запрещены английские газеты.
- 1937 — вступает в строй 128-километровый канал Москва-Волга (ныне Канал имени Москвы).
- 1940
  - Совнарком СССР утверждает «Положение о дисциплинарном батальоне в Красной Армии», куда можно попасть «за самовольную отлучку в течение более двух часов».
  - Настоятель английской церкви в Линкольшире Р. Грэм приговорён к 4 неделям тюрьмы за нарушение правительственного запрета на церковный звон колоколов, который был установлен на военное время.
- 1943 — окончание оборонительного сражения под Курском.
- 1944 — Гринвичская обсерватория разрушена при бомбардировке во время Второй мировой войны.
- 1946
  - В США президент Гарри Трумэн подписал Закон о кредите Великобритании в размере 3,75 миллиарда долларов.
  - В Канаде правительственная комиссия опубликовала сообщение о шпионаже СССР в этой стране.
- 1948 — в Лондоне основано общество Анонимных Алкоголиков, существующее в США с 1935 года.
- 1954 — в США осуществлён пробный полёт на четырёхтурбинном реактивном пассажирском авиалайнере «Boeing 707» (Сиэтл).
- 1955 — в городе Майнау-на-Бодензее подписано Майнауское заявление[англ.], в котором многие нобелевские лауреаты предупреждали об опасностях ядерного оружия.
- 1957 — в Архангельской области основан испытательный полигон РВСН «Плесецк».
- 1964 — избрание Анастаса Микояна Председателем Президиума ВС.
- 1965 — Конгресс США принял закон, требующий печатать на сигаретных пачках предупреждение о вреде курения для здоровья.
- 1974 — государственный переворот на Кипре.
- 1975 — начало эксперимента «Союз — Аполлон».
- 1977 — вступила в силу Конвенция о Международных правилах предупреждения столкновений судов в море
- 1978 — Калужский аэропорт принял первый регулярный пассажирский рейс самолёта Ту-134 (Калуга—Сочи)
- 1983 — в Японии вышли игровые приставки NES и SG-1000.
- 1988
  - В США вышел фильм «Крепкий орешек» с Брюсом Уиллисом в главной роли.
  - По советскому ТВ впервые передаётся репортаж с расширенного заседания Президиума Совета министров СССР.
- 1990
  - Президиум Верховного Совета СССР принимает указ об объявлении чрезвычайного положения на территории Нагорно-Карабахской автономной области.
  - Указ Президента СССР о формальном прекращении контроля КПСС над средствами массовой информации.
  - Образована Всероссийская государственная телевизионная и радиовещательная компания (ВГТРК); первый председатель — О. М. Попцов.
- 1996 приказом Главнокомандующего ВМФ РФ учреждён День специалистов минно-торпедной службы ВМФ, традиционно отмечаемый 20 июня — в память о первом успешном применении минного оружия российскими моряками.

### XXI век
- 2002
  - Курс евро в ходе торгов сравнялся с курсом доллара (1,0018 доллара за евро). Единая европейская валюта достигла паритета с долларом впервые с февраля 2000 года.
  - Македонский парламент утвердил новую инструкцию, в соответствии с которой албанский язык вводится в качестве второго официального языка.
- 2006 — основан сервис микроблоггинга Twitter.
- 2009 — в авиакатастрофе Ту-154, летевшего из Ирана в Армению, погибли 168 человек[9].
- 2012 — состоялся релиз песни южнокорейского певца Psy «Gangnam Style».
- 2014 — крупнейшая техногенная катастрофа в истории Московского метрополитена.
- 2016 — в Турции предпринята попытка военного переворота.

## Родились
См. также: Категория:Родившиеся 15 июля

### До XIX века
- 980 — Император Итидзё (ум. 1011), 66-й император Японии (986—1011).
- 1606 — Рембрандт Харменс ван Рейн (ум. 1669), один из наиболее известных и почитаемых голландских художников.
- 1638 — Джованни Вивиани (ум. 1692), итальянский композитор.
- 1741 — Екатерина Антоновна (ум. 1807), старшая дочь герцога Антона Ульриха Брауншвейгского и Анны Леопольдовны, сестра российского императора Ивана VI.

### XIX век
- 1817 — Джон Фаулер (ум. 1898), британский железнодорожный инженер, автор проектов ряда мостов и локомотивов.
- 1848 — Вильфредо Парето (ум. 1923), итальянский экономист, социолог, создатель математической школы в политэкономии.
- 1850 — Франциска Кабрини (ум. 1917), миссионерка итальянского происхождения, первая американская святая.
- 1853 — Мария Ермолова (ум. 1928), русская актриса, народная артистка республики, Герой Труда (1924).
- 1858 — Эммелин Панкхёрст (ум. 1928), британская политическая активистка, лидер британского движения суфражисток.
- 1865 — Альфред Хармсвор, 1-й виконт Нортклифф (ум. 1922), английский издатель и общественный деятель, основатель газеты «Дейли мейл».
- 1867 — Жан-Батист Шарко (ум. 1936), французский полярный исследователь, безуспешно пытавшийся достичь Южного полюса.
- 1872 — Николай Кольцов (ум. 1940), биолог, основоположник советской школы экспериментальной биологии, директор организованного им института экспериментальной биологии.
- 1874 — Александр Егоров (ум. 1969), русский и советский учёный-винодел.
- 1891 — Анатолий Пепеляев (ум. 1938), российский военачальник, участник Первой мировой войны, деятель Белого движения.
- 1892 — Вальтер Беньямин (покончил с собой в 1940), немецкий философ еврейского происхождения, теоретик истории, эстетик, историк фотографии, литературный критик, писатель и переводчик.
- 1893 — Уильям Дитерле (ум. 1972), немецкий и американский кинорежиссёр и актёр.
- 1897
  - Монти Бэнкс (урожд. Марио Бьянки; ум. 1950), итальянский и американский актёр, продюсер, кинорежиссёр и сценарист.
  - Хрисанф Херсонский (ум. 1968), советский сценарист, критик, драматург и прозаик.

### XX век
- 1901 — Никола Аббаньяно (ум. 1990), итальянский философ-идеалист, представитель экзистенциализма.
- 1901 — Пейке Кох (ум.1991), нидерландский художник, представитель магического реализма.
- 1902 — Николай Кочин (ум. 1983), русский советский писатель.
- 1904 — Владимир Бурмейстер (ум. 1971), артист балета, балетмейстер, народный артист СССР.
- 1905 — Александр Хвыля (ум. 1976), советский актёр театра и кино, народный артист РСФСР.
- 1908 — Борис Горбатов (ум. 1954), русский советский писатель, сценарист, журналист.
- 1910 — Сацуо Ямамото (ум. 1983), японский кинорежиссёр.
- 1912
  - Сергей Лапин (ум. 1990), советский государственный и партийный деятель, генеральный директор ТАСС, в 1970—1985 гг. председатель Гостелерадио СССР.
  - Магуба Сыртланова (ум. 1971), гвардии старший лейтенант, заместитель командира эскадрильи 46-го гвардейского Таманского женского авиационного полка ночных бомбардировщиков, Герой Советского Союза.
- 1914 — Принц Бира (ум. 1985), тайский автогонщик, пилот «Формулы-1».
- 1917 — Владимир Никаноров (ум. 1980), советский футболист (вратарь) и хоккеист, первый капитан сборной СССР по футболу.
- 1918 — Бертрам Брокхауз (ум. 2003), канадский физик, лауреат Нобелевской премии (1994).
- 1919 — Айрис Мёрдок (ум. 1999), английская писательница, многократный лауреат Букеровской премии.
- 1921 — Роберт Брюс Меррифилд (ум. 2006), американский биохимик, лауреат Нобелевской премии (1984).
- 1922 — Леон Макс Ледерман (ум. 2018), американский физик, лауреат Нобелевской премии (1988).
- 1924 — Махмуд Эсамбаев (ум. 2000), чеченский танцовщик и актёр, хореограф, балетмейстер, народный артист СССР.
- 1926
  - Леопольдо Галтьери (ум. 2003), диктатор Аргентины (1981—1982), генерал, инициатор Фолклендской войны.
  - Рем Хохлов (ум. 1977), советский физик, один из основоположников нелинейной оптики, академик, ректор МГУ.
- 1930
  - Жак Деррида (ум. 2004), французский философ и теоретик литературы.
  - Владимир Кузин (ум. 2007), советский лыжник, олимпийский чемпион (1956).
  - Геннадий Полока (ум. 2014), кинорежиссёр, сценарист, актёр, продюсер, педагог, народный артист России.
- 1931 — Клайв Касслер (ум. 2020), американский писатель, автор остросюжетных произведений.
- 1932 — Владимир Макаров (ум. 2008), эстрадный певец, лирический баритон, заслуженный артист РСФСР.
- 1934 — Олег Целков (ум. 2021), советский и российский художник.
- 1939 — Борис Колкер, советско-американский эсперантолог.
- 1940 — Юрий Моисеев (ум. 2005), советский хоккеист, олимпийский чемпион (1968), хоккейный тренер.
- 1941 — Марина Голдовская (ум. 2022), российский кинорежиссёр-документалист.
- 1944 — Ян-Майкл Винсент, американский киноактёр.
- 1945 — Юрий Айзеншпис (ум. 2005), российский музыкальный продюсер.
- 1946 — Линда Ронстадт, американская певица, одна из зачинателей кантри-рока, обладательница 11 премий «Грэмми».
- 1950 — Тони Эспозито, итальянский музыкант, певец, автор хита «Kalimba De Luna».
- 1951 — Джесси Вентура, американский актёр, губернатор штата Миннесота (1999—2003).
- 1952 — Терри О’Куинн, американский актёр, лауреат премии «Эмми».
- 1953
  - Жан-Бертран Аристид, президент Гаити (1991, 1994—1996, 2001—2004).
  - Неда Арнерич, югославская актриса.
- 1954 — Марио Кемпес, аргентинский футболист, чемпион мира (1978).
- 1956
  - Йен Кёртис (ум. 1980), британский музыкант, певец, автор текстов песен, вокалист группы «Joy Division».
  - Джо Сатриани, американский рок-гитарист.
- 1959 — Венсан Линдон, французский актёр, режиссёр и сценарист.
- 1961
  - Форест Уитакер, американский актёр, кинорежиссёр, продюсер, лауреат «Оскара», «Золотого глобуса», др. наград.
  - Лолита Давидович, канадская актриса сербо-словенского происхождения.
- 1963 — Бригитта Нильсен, датская модель, киноактриса, бывшая жена Сильвестра Сталлоне.
- 1964
  - Александр Тучкин, советский, белорусский и российский гандболист, двукратный олимпийский чемпион.
  - Жанна Эппле, актриса театра и кино, телеведущая, заслуженная артистка России.
- 1966
  - Ирен Жакоб, швейцарская актриса кино и театра.
  - Аманда Форман, американская актриса кино и телевидения.
- 1967 — Адам Севидж, американский специалист по спецэффектам, ведущий телепередачи «Разрушители легенд».
- 1969 — Александр Васильев, российский музыкант, автор и исполнитель песен, солист группы «Сплин».
- 1973 — Джон Долмаян, американский музыкант армянского происхождения, барабанщик и композитор. Участник группы System of a Down.
- 1976
  - Марко Ди Вайо, итальянский футболист.
  - Дайан Крюгер, немецкая актриса и фотомодель.
- 1977 — Лана Паррия, американская актриса.
- 1979 — Александр Фрай, швейцарский футболист, лучший бомбардир в истории национальной сборной.
- 1981
  - Ференц Бернат, венгерский гитарист, композитор, кандидат искусствоведения, посол мира
  - Питер Одемвингие, нигерийский и российский футболист.
  - Марюс Станкявичюс, литовский футболист.
- 1982 — Евгения Крегжде, российская актриса театра и кино.
- 1983 — Хит Слейтер, американский рестлер.
- 1984 — Вероника Велес-Зузулова, словацкая горнолыжница.
- 1985
  - Бурак Йылмаз, турецкий футболист.
  - Агния Кузнецова, российская актриса театра и кино.
- 1986
  - Яхья Абдул-Матин II, американский актёр.
  - Тина Бахман, немецкая биатлонистка.
- 1989 — Алиса Клейбанова, российская теннисистка.
- 1990
  - Олли Александер, британский певец и актёр.
  - Зак Богосян, американский хоккеист, обладатель Кубка Стэнли (2020).
  - Дамиан Лиллард, американский баскетболист, олимпийский чемпион (2020).
- 1991
  - Данило (полное имя Данило Луис да Силва), бразильский футболист, чемпион Португалии, Испании, Англии и Италии.
  - Евгений Тищенко, российский боксёр, олимпийский чемпион (2016).

## Скончались
См. также: Категория:Умершие 15 июля

### До XIX века
- 1015 — Владимир Святославич (р. ок. 960), князь новгородский (970—988) и киевский (978—1015).
- 1291 — Рудольф I (р. 1218), король Германии (с 1273).
- 1381 — казнён Джон Болл (р. ок. 1330), английский проповедник, один из вождей восстания Уота Тайлера.
- 1542 — Лиза Герардини (р. 1479), знатная флорентийка, предположительно изображённая на знаменитой картине Леонардо да Винчи «Мона Лиза».
- 1609 — Аннибале Карраччи (р. 1560), итальянский живописец и гравёр, брат Агостино Карраччи.

### XIX век
- 1828 — Жан-Антуан Гудон (р. 1741), французский скульптор.
- 1858 — Александр Иванов (р. 1806), художник, академик Петербургской АХ.
- 1861 — Адам Чарторыйский (р. 1770), польский и российский государственный деятель.
- 1868 — Уильям Мортон (р. 1819), американский дантист-хирург, впервые успешно применивший эфир как анестезирующее средство.
- 1876 — Александр Фредро (р. 1793), польский поэт, драматург, писатель.
- 1879 — Фёдор Брандт (р. 1802), прусский и российский естествоиспытатель, врач, зоолог и ботаник.
- 1890 — Готфрид Келлер (р. 1819), швейцарский писатель.
- 1892 — князь Николай Голицын (р. 1809), русский военный историк, мемуарист.

### XX век
- 1904 — Антон Чехов (р. 1860), писатель-прозаик, драматург, врач, классик русской и мировой литературы.
- 1915 — Рафаэлло Джованьоли (р. 1838), итальянский писатель, автор исторических произведений, в том числе романа «Спартак».
- 1916 — Илья Мечников (р. 1845), русский и французский биолог, нобелевский лауреат по физиологии и медицине (1908).
- 1921 — Альфонс де Гимарайнс (р. 1870), бразильский поэт-символист.
- 1929 — Гуго фон Гофмансталь (р. 1874), австрийский писатель, поэт-символист, драматург.
- 1930 — Леопольд Ауэр (р. 1845), российский и немецкий скрипач, дирижёр, композитор и педагог.
- 1936 — Александр Карпинский (р. 1847), русский советский геолог, первый выборный президент Академии наук (1917—1936).
- 1939
  - Эйген Блейлер (р. 1857), швейцарский психиатр и психолог; ввёл термин шизофрения и описал её как самостоятельное заболевание.
  - Зинаида Райх (р. 1894), российская и советская театральная актриса, жена С. Есенина, затем В. Мейерхольда.
- 1940 — Роберт Уодлоу (р. 1918), американский цирковой артист, самый высокий человек в истории, по данным Книги рекордов Гиннесса.
- 1948 — Джон Першинг (р. 1860), американский генерал, участник испано-американской и Первой мировой войн, национальный герой США.
- 1954 — Садриддин Айни (наст. имя Садриддин Саид-Муродзода; р. 1878), таджикский писатель и поэт, основоположник таджикской советской литературы.
- 1960 — Лоуренс Тиббетт (р. 1896), американский оперный певец (баритон) и актёр.
- 1974 — Кристин Чаббак (р. 1944), американская тележурналистка.
- 1976 — Николай Мусхелишвили (р. 1891), советский математик и механик, академик АН СССР, первый президент АН Грузинской ССР (1941—1972), Герой Социалистического Труда.
- 1977 — Константин Федин (р. 1892), русский советский писатель, журналист, в 1971—1977 гг. председатель правления Союза писателей СССР.
- 1978 — Евгения Григорович (р. 1905), советский режиссёр и сценарист. Заслуженный деятель искусств Украинской ССР (1954).
- 1979 — Хуана де Ибарбуру (р. 1892), уругвайская поэтесса.
- 1985 — Александра Воронович (р. 1898), российская и украинская театральная актриса, народная артистка СССР.
- 1986 — Евгений Дубровин (р. 1937), писатель-сатирик, главный редактор журнала «Крокодил».
- 1988 — Ян Брзак-Феликс (р. 1912), чехословацкий гребец на каноэ, двукратный олимпийский чемпион.
- 1990
  - Олег Каган (р. 1946), скрипач, заслуженный артист РСФСР.
  - Маргарет Локвуд (р. 1916), английская киноактриса («Леди исчезает»).
- 1993 — Евгений Фёдоров (р. 1911), генерал-майор авиации, дважды Герой Советского Союза.
- 1997 — убит Джанни Версаче (р. 1946), итальянский модельер.

### XXI век
- 2003 — Александр Суснин (р. 1929), киноактёр, заслуженный артист РСФСР.
- 2009 — убита Наталья Эстемирова (р. 1958), российская журналистка, правозащитница.
- 2012 — Селеста Холм (р. 1917), американская актриса, обладательница премий «Оскар» и «Золотой глобус».
- 2017 — Владимир Толоконников (р. 1943), советский, казахстанский и российский актёр театра и кино, заслуженный артист Казахской ССР.
- 2021 — Пётр Мамонов (р. 1951), советский и российский музыкант, актёр, поэт, радиоведущий и лидер группы «Звуки Му».
- 2022 — Георгий Ярцев (р. 1948), советский футболист, советский и российский футбольный тренер. Мастер спорта СССР. Заслуженный тренер России.
- 2024 — Сергей Рудницкий (р. 1955), композитор, аранжировщик, участник рок-группы «Аракс», музыкальный руководитель театра «Ленком».

## Приметы
День Берегини / Берегиня / Сыра́я Богородица / Сы́рная Богородица / День Петровой Матки / Фотий
- Берегиня — хранительницы от зла и защитницы здоровья.
- Берегиня дом бережёт, сохраняет человеческий род.
- С Берегиней в доме покой.
- Среди лета появляются на деревьях жёлтые листья — к ранней осени и зиме[10].